# 国道457号

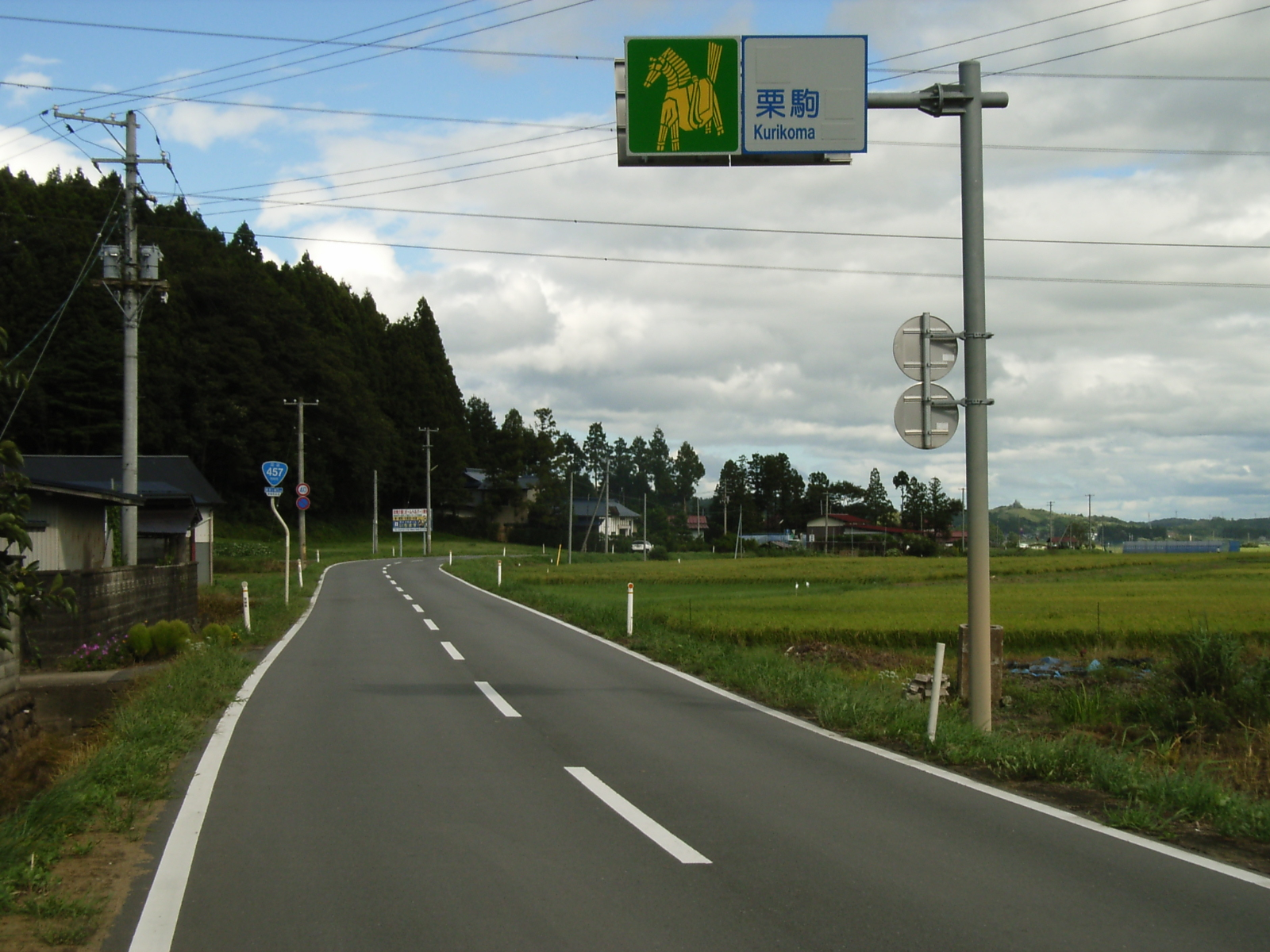
栗原市。旧栗駒町と鶯沢町の境界
2005年9月

国道457号（こくどう457ごう）は、岩手県一関市から宮城県白石市に至る一般国道である。

## 概要
国道4号より西の山側を南北に縦貫する道だが、東西に延びる国道を連絡する主要地方道6路線を統合して国道へと指定したため、一貫した南北道にならず小地域間の南北道をつぎはぎしてあみだくじをたどるように走る。

### 路線データ
一般国道の路線を指定する政令に基づく起終点および重要な経過地は次のとおり。
- 起点：一関市（高梨交差点 = 国道4号・国道284号交点）
- 終点：白石市（福岡長袋、国道4号交点）
- 重要な経過地：宮城県栗原郡花山村[注釈 2]、同郡一迫町[注釈 2]、同県玉造郡岩出山町[注釈 3]、同県加美郡中新田町[注釈 4]、仙台市（青葉区）、同県柴田郡川崎町
- 総延長 : 184.8 km（岩手県 13.7 km、宮城県 130.9 km、仙台市 40.1 km）重用延長を含む。[2][注釈 5]
- 重用延長 : 20.3 km（岩手県 - km、宮城県 14.2 km、仙台市 6.1 km）[2][注釈 5]
- 未供用延長 : なし[2][注釈 5]
- 実延長 : 164.4 km（岩手県 13.7 km、宮城県 116.7 km、仙台市 34.0 km）[2][注釈 5]
  - 現道 : 164.3 km（岩手県 13.7 km、宮城県 116.6 km、仙台市 34.0 km）[2][注釈 5]
  - 旧道 : 0.1 km（岩手県 - km、宮城県 0.1 km、仙台市 - km）[2][注釈 5]
  - 新道 : なし[2][注釈 5]
- 指定区間：国道47号、国道48号と重複する区間（宮城県大崎市・池月交差点 - 大崎市岩出山字東川原町、仙台市青葉区上愛子字北内 - 仙台市青葉区上愛子字白沢）[3]

## 歴史
- 1993年（平成5年）4月1日 - 一般国道457号（岩手県一関市 - 宮城県白石市）として指定。

## 路線状況

### バイパス
- 根白石バイパス（仙台市泉区根白石）
- 川崎バイパス（川崎町前川）

### 道路の通称・愛称
- 羽後街道（出羽仙台街道）
- 愛子中央通り[4]（仙台市青葉区愛子中央 - 愛子東）

### 重複区間
- 国道398号（宮城県栗原市・打越南交差点 - 大栗交差点）
- 国道47号・国道108号（宮城県大崎市・池月交差点 - 大崎市岩出山字東川原町）
- 国道347号（宮城県加美町矢越 - 加美町北町三番）
- 国道48号（宮城県仙台市青葉区上愛子字北内 - 仙台市青葉区上愛子字白沢）
- 国道286号（川崎町前川 - 川崎町今宿）

## 地理

### 通過する自治体
- 岩手県
  - 一関市
- 宮城県
  - 栗原市 - 大崎市 - 加美郡加美町 - 加美郡色麻町 - 黒川郡大衡村 - 黒川郡大和町 - 仙台市（泉区 - 青葉区 - 太白区） - 柴田郡川崎町 - 刈田郡蔵王町 - 白石市

### 交差する道路
- 岩手県
  - 国道4号、国道284号（一関市・高梨交差点）
  - 岩手県道240号本郷五串線（一関市萩荘字峯前）
- 宮城県
  - 宮城県道42号築館栗駒公園線・栗駒山方面（栗原市栗駒沼倉字日照田）
  - 宮城県道4号中田栗駒線（栗原市栗駒岩ヶ崎）
  - 宮城県道179号文字上尾松線（栗原市栗駒猿飛来）
  - 宮城県道17号栗駒岩出山線（栗原市栗駒八幡字坂口）
  - 宮城県道180号文字下細倉線（栗原市鶯沢南郷）
  - 宮城県道178号花山一迫線・花山湖方面（栗原市鶯沢南郷）
  - 宮城県道178号花山一迫線・栗原市街方面（栗原市一迫川口）
  - 国道398号・湯沢方面（栗原市草木沢）
  - 国道398号・くりこま高原駅方面（栗原市一迫真坂）
  - 国道47号、国道108号・新庄方面（大崎市・池月交差点）
  - 国道47号、国道108号・古川インター方面（大崎市岩出山字東川原町）
  - 国道347号・尾花沢方面（加美町矢越）
  - 国道347号・大崎市街方面（加美町北町三番）
  - 宮城県道156号小野田三本木線（色麻町黒沢）
  - 宮城県道147号升沢吉岡線（大和町吉岡）
  - 宮城県道264号大衡仙台線（大和町宮床）
  - 宮城県道256号西成田宮床線（大和町宮床）
  - 宮城県道223号泉ヶ岳公園線（仙台市泉区福岡）
  - 宮城県道35号泉塩釜線（仙台市泉区小角）
  - 宮城県道55号定義仙台線（仙台市青葉区芋沢字大竹）
  - 宮城県道135号落合停車場線（仙台市青葉区落合2丁目）
  - 宮城県道132号秋保温泉愛子線（仙台市青葉区愛子中央1丁目）
  - 宮城県道134号愛子停車場線（仙台市青葉区愛子中央1丁目）
  - 国道48号・仙台市街方面（仙台市青葉区上愛子字北内）
  - 国道48号・天童方面（仙台市青葉区上愛子字白沢）
  - 宮城県道・山形県道62号仙台山寺線（仙台市太白区秋保町長袋）
  - 宮城県道160号秋保温泉川崎線（川崎町川内）
  - 国道286号・仙台市街方面、宮城県道47号蔵王川崎線（川崎町川内）
  - E48 山形自動車道宮城川崎IC、宮城県道14号亘理大河原川崎線（川崎町前川）
  - 国道286号・山形方面（川崎町今宿）
  - 宮城県道255号青根蔵王線（川崎町青根温泉）
  - 宮城県道・山形県道12号白石上山線・上山方面（蔵王町遠刈田温泉）
  - 宮城県道・山形県道12号白石上山線・白石方面（蔵王町遠刈田温泉）
  - 宮城県道51号南蔵王七ヶ宿線・七ヶ宿方面（白石市福岡八宮）
  - 仙南広域農道蔵王コスモスライン (白石市福岡深谷)
  - 国道4号（白石市終点）